# فؤاد شودري
فؤاد شودري (بالإنجليزية: Fawad Chaudhry)‏ (القرن 20 -) سياسي، ووكيل نيابة باكستاني، وزير العلوم وتكنولوجيا المعلومات والاتصالات في باكستان. ينتمي إلى حركة الإنصاف الباكستانية منذ 2016 وحزب الشعب الباكستاني2012–2013 ورابطة عموم مسلمي باكستان حتى 2012، والرابطة الإسلامية الباكستانية (ق) 2013–2016.